# س. رولينز هانلون
س. رولينز هانلون (بالإنجليزية: C. Rollins Hanlon)‏ هو جراح أمريكي، ولد في 8 فبراير 1943، وتوفي في 3 مايو 2011.